# Amaryllis paradisicola
Amaryllis paradisicola, lukovičasta trajnica iz porodice zvanikovki. Jedna je od dvije vrste zvanika s juga Afrike. Ova vrsta zvanike je rijetka biljka koja raste samo na jednom mjestu u Južnoafričkoj Republici s dvije subpopulacije, i to u nacionalnom parku Richtersveld, blizu grada Vioolsdrif. Ugrožavaju je pavijani i sakupljači ljekovitog bilja, ali njihov utjecaj nije poznat. Većina se biljaka javlja na nepristupačnim stijenama gdje se malo vjerojatno može doći.
Cvate u travnju purpurno–ružičastim cvjetovima, koji kasnije postaju tamniji. Listovi su joj širi od vrste A. belladonna.